# Sidonie Dumas
Sidonie Dumas (Boulogne-Billancourt, 28 de abril de 1967) é um produtora executiva francêsa. Filha de Nicolas Seydoux, é diretora geral da Gaumont desde 2004 e acionista majoritária (através da holding familiar Ciné Par) desde 2017.

## Vida pessoal
Sidonie Dumas foi casada com o promotor Laurent Dumas entre 1995 e 2006. É mãe de dois filhos, Thaïs e Anatole, nascidos em 2000. 
Em 2023, a revista Challenges estimou a fortuna dela e sua família em 275 milhões de euros. Em 2018, foi avaliada em 425 milhões de euros, após a venda da sua participação na Les Cinémas Gaumont Pathé.